# Legendary
Legendary es una película de drama de 2010 dirigida por Mel Damski y protagonizada por Devon Graye, como un luchador de escuela secundaria, en un reparto que cuenta con John Cena, Patricia Clarkson, Danny Glover, Madeleine Martin, y Tyler Posey. La película fue estrenada el 10 de septiembre de 2010.

## Trama
Después de ser intimidado, el intelectual adolescente (pero sin la astucia de la calle) Cal Chetley (Devon Graye), se une al equipo de lucha libre de su propia escuela de Oklahoma, acto como una manera de reunirse con su separado hermano , Mike (John Cena). Su madre, Sharon (Patricia Clarkson), no es inicialmente de soporte de la decisión de Cal, sobre todo cuando descubre que Mike es el secreto entrenador de Cal. Ella se ha separado de Mike durante más de 10 años, desde la muerte del padre de los niños, Mac Chetley, una leyenda de la universidad de lucha libre.

## Reparto
- Devon Graye es Cal Chetley.
- John Cena es Mike Chetley.
- Patricia Clarkson es Sharon Chetley.
- Danny Glover es Harry "Red" Newman - Viejo entrenador de Mike Chetley.
- Madeleine Martin es Luli Stringfellow.
- Tyler Posey es Billy Barrow.
- John Posey es Coach Stu Tennent.
- Teo Olivares es Donald Worthington.
- Chris Whetstone es Mike Chetley.

## Producción
WWE Studios produjo la película junto con Samuel Goldwyn Films. El rodaje tuvo lugar en Nueva Orleans, Louisiana, en diciembre de 2009.

## Música
Aunque no hay banda sonora oficial, fue puesto en libertad las siguientes canciones, que aparecieron en la película:
- Blue Jeans: realizado por  Glasgow.
- Crash: realizado por  Fit for Rivals.
- Dragonfly: realizado por  Shaman’s Harvest.
- Faith: realizado por  James A. Johnston & Laci Williams.
- Flash Lightnin’: realizado por  Flash Lightnin’.
- Hard Line: realizado por  James A. Johnston.
- Hustle, Loyalty, Respect: realizado por  John Cena f/Freddie Foxxx (Also used in the trailer).
- In the Morning: realizado por  Taddy Porter.
- It’s Your Last Shot: realizado por  Politics & Assassins.
- Letters from the Sky: realizado por  Civil Twilight.
- Liar: realizado por  Glasgow.
- One Night: realizado por  Golden State.
- Panis Angelicus: realizado por  Cesar Franch.
- Railroad Queen: realizado por  Taddy Porter.
- Take Back the Fear: realizado por  Hail the Villain.
- The Dream composed & orchestrated by James A. Johnston with vocals: realizado por  Jonathan Estabrook.
- Through Telescopes: realizado por  Colour Academy (Also used in the trailer).
- Undertow: realizado por  Beta Wolf.

## Medios de comunicación
La película fue lanzada en Blu-ray y DVD el 28 de septiembre de 2010. El DVD está a la venta exclusivamente en Walmart y el Blu-ray en exclusiva en Best Buy.
- Datos: Q1812457